# Baronissi
Baronissi ist eine italienische Gemeinde mit 16.894 Einwohnern (Stand 31. Dezember 2023) in der Provinz Salerno in Kampanien. Sie ist Teil der Bergkommune Comunità Montana Irno – Solofrana.

## Geografie
Die Nachbargemeinden sind Castiglione del Genovesi, Cava de’ Tirreni, Fisciano, Mercato San Severino, Pellezzano und Salerno. Die elf Ortsteile (frazioni) sind Acquamela, Sava, Antessano, Saragnano, Caprecano, Fusara, Orignano, Aiello, Capo Saragnano, Casal Barone und Casal Siniscalco.

## Wirtschaft und Infrastruktur
In Baronissi befindet sich ein Bahnhof auf der Strecke Salerno–Avellino-Benevent. Es gibt auch eine Haltestelle in Acquamela.

## Gemeindepartnerschaften
- Portes-lès-Valence – Frankreich seit 2006

## Söhne und Töchter
- Fortunato Maria Farina (1881–1954), römisch-katholischer Geistlicher, Bischof von Foggia